# サクラメント川
サクラメント川（サクラメントがわ）は、アメリカ合衆国カリフォルニア州を流れるカリフォルニア州最長の川である。

## 流路
カリフォルニア州北部に位置するカスケード山脈のシャスタ山に源を発し、コースト山脈とシエラネヴァダ山脈との間のサクラメントヴァレーを南西に流れる。途中でAmerican Riverを合わせ、河口ではサンワーキン川とともにサクラメント川デルタを形成しサンフランシスコ湾へ注ぐ。
人工の水路により300キロメートル上流まで航行可能である。

## 支流
- ピット川 - サクラメント川の水系内で最長の河川。
- フェザー川
- マクラウド川
- American river

## 自然・環境
サクラメント川国立野生生物保護区が設置されている。